# Большешемердянское сельское поселение
Большешемердя́нское се́льское поселе́ние (чув. Мăн Шемертен ял тăрăхĕ) — муниципальное образование в Ядринском районе Чувашии Российской Федерации.
Административный центр — деревня Верхние Ачаки.

## История
Статус и границы сельского поселения установлены Законом Чувашской Республики от 24 ноября 2004 года № 37 «Об установлении границ муниципальных образований Чувашской Республики и наделении их статусом городского, сельского поселения, муниципального района и городского округа».

## Население
| 2010  | 2012  | 2013  | 2014  | 2015  | 2016  | 2017  |
| ----- | ----- | ----- | ----- | ----- | ----- | ----- |
| 1453  | ↘1429 | ↘1408 | ↘1378 | ↘1347 | ↘1334 | ↘1296 |
| 2018  | 2019  | 2020  | 2021  |       |       |       |
| ↘1262 | ↘1257 | ↘1184 | ↘1146 |       |       |       |

## Состав сельского поселения
| № | Населённый пункт  | Тип населённого пункта          | Население |
| - | ----------------- | ------------------------------- | --------- |
| 1 | Аптышкасы         | деревня                         | ↗44       |
| 2 | Атликасы          | деревня                         | ↗288      |
| 3 | Большие Шемердяны | село                            | ↗440      |
| 4 | Верхние Ачаки     | деревня, административный центр | ↗422      |
| 5 | Малые Шемердяны   | деревня                         | ↗259      |
| 6 | Нижние Ачаки      | деревня                         | ↗256      |
| 7 | Яровойкасы        | деревня                         | ↗171      |